# جان-مایکل پیترز
جان-مایکل پیترز (انگلیسی: Jan-Michael Peters؛ زادهٔ ۱۶ اوت ۱۹۶۲) دانشمند در زمینه زیست‌شناسان مولکولی اهل آلمان و از اعضای سازمان زیست‌شناسی مولکولی اروپا است.